# Tipperary South (kiesdistrict)
Tipperary South is een voormalig kiesdistrict in de Republiek Ierland voor de verkiezingen voor Dáil Éireann, het lagerhuis van het Ierse parlement. Het district is gevormd in 1948 en omvat het zuidelijke deel van het graafschap Tipperary en een klein gedeelte van Waterford. Bij de verkiezingen in 2007 woonden er 54.198 kiesgerechtigden, die 3 leden voor de Dáil konden kiezen.
Bij de verkiezingen in 2007 behaalde Fianna Fáil 2 zetels en Fine Gael 1 zetel. Fianna Fáil won daarmee de zetel die in 2002 net naar een onafhankelijke kandidaat was gegaan. Overigens was het verschil tussen de gekozen FF-kandidaat en de niet gekozen onafhankelijke kandidaat uiteindelijk slechts 60 stemmen.